# LIVE S map
『LIVE S map』（ライブ エス・マップ）は、2001年3月14日に発売されたSMAPのツアーDVD・VHSである。

## 概要
2000年の10月14日から11月27日に行われたSMAPによる「SMAP'00 "S map Tour"」の東京ドーム公演の模様が収められている。 
またSMAPのライブビデオ(DVDを除く)では2番目の売り上げである。
- 今までは原則初回限定版にシングルのMVが収録されていたが(*1992.1 SMAP 1st LIVE「やってきましたお正月!!」コンサート,SEXY SIX SHOW,SMAP 007 MOVIES〜Summer Minna Atsumare Party,1997 SMAP LIVE スを除く。)、本作より一切収録されなくなった。

## 収録

### 本編映像
VHS, DVD 共通
1. OVERTURE
2. Let It Be
3. ジャラジャラJAPAN 〜for the Japanese〜
4. SHAKE
5. Happy Train[注 1]
6. Theme of 014
7. Le Freak
8. たぶんオーライ
9. Living in America
10. たいせつ
11. Fly[注 2]
12. 夏の風を忘れゆく様に - 中居正広・稲垣吾郎・香取慎吾
13. ラストシーン - 稲垣吾郎・草彅剛
14. shiosai - 木村拓哉
15. You're My Love
16. らいおんハート
17. 慎吾ママのおはロック - 慎吾ママ
18. Say Yes I$[注 3][注 4]
19. $10
20. 青いイナズマ
21. ダイナマイト
22. 夜空ノムコウ
23. 巡恋歌 - 草彅剛
24. チェインギャング - 中居正広
25. 青春 - 中居正広
26. STOP!
27. はだかの王様 〜シブトクつよく〜
28. KANSHAして
29. オレンジ
30. 雪が降ってきた
31. 愛の灯 〜君とメリークリスマス〜
32. らいおんハート（014 Version）
33. 雪が降ってきた
34. 青いイナズマ
35. がんばりましょう
36. オリジナル スマイル

### 特典映像

#### VHS
※初回盤のみ
1. extra bonus track

#### DVD
1. らいおんハート（マルチアングル）

## コンサートツアー
- コンサートツアー『SMAP '00 "S map Tour"』について記述。（★印は、追加公演）

|        | 開催日時  | 開演時間 | 会場                     |
| 2000年 | 2000年    | 2000年   | 2000年                   |
| ------ | --------- | -------- | ------------------------ |
| 1      | 10月14日  | 18:30    | 札幌つどーむ             |
| 1      | 10月15日  | 17:00    | 札幌つどーむ             |
| 2      | 10月18日  | 18:30    | シェルコムせんだい       |
| 2      | 10月19日  | 18:30    | シェルコムせんだい       |
| 3      | 10月27日★ | 18:30    | 大阪ドーム               |
| 3      | 10月28日  | 18:00    | 大阪ドーム               |
| 3      | 10月29日  | 17:00    | 大阪ドーム               |
| 4      | 11月3日   | 18:30    | 秋田大館樹海ドーム       |
| 4      | 11月4日   | 16:00    | 秋田大館樹海ドーム       |
| 5      | 11月11日  | 18:30    | 福岡ドーム               |
| 5      | 11月12日  | 17:00    | 福岡ドーム               |
| 6      | 11月18日  | 18:30    | ナゴヤドーム             |
| 6      | 11月19日  | 17:00    | ナゴヤドーム             |
| 7      | 11月22日  | 18:30    | さいたまスーパーアリーナ |
| 7      | 11月23日  | 17:00    | さいたまスーパーアリーナ |
| 8      | 11月25日  | 18:30    | 東京ドーム               |
| 8      | 11月26日  | 17:00    | 東京ドーム               |
| 8      | 11月27日  | 18:30    | 東京ドーム               |